# Dendrophyllia cribrosa
Espèce
Statut CITES
Dendrophyllia cribrosa est une espèce de coraux appartenant à la famille des Dendrophylliidae.